# Apterygothrips longiceps
Espèce
Synonymes
- Apterygothrips neolongiceps Johansen & Mojica, 1994

Apterygothrips longiceps est une espèce d'Insectes thysanoptères de la famille des Phlaeothripidae.

## Répartition
Apterygothrips longiceps est présent aux Açores, aux îles Canaries et en Galice.

## Plantes hôtes
Les larves et les adultes consomment les jeunes feuilles et les branches fleuries des plantes des espèces Acacia saligna, Artemisia thuscula, Crucianella maritima (es), Erica arborea, Hyparrhenia hirta, Ilex canariensis, Launaea lanifera, Morella faya, Parietaria debilis, Plocama pendula, Populus alba, Rumex lunaria, Scrophularia canina subsp. frutescens, Solanum nigrum, Tamarix canariensis, Tamarix gallica, Withania aristata.

## Classification
Le nom valide complet (avec auteur) de ce taxon est Apterygothrips longiceps zur Strassen (d), 1966.
Apterygothrips longiceps a pour synonyme :
- Apterygothrips neolongiceps Johansen (d) & Mojica (d), 1994

## Publication originale
- (de) R. zur Strassen, « Taxionomisch-systematische Bemerkungen zur Gattung Apterygothrips Priesner (Ins., Thysanoptera, Phlaeothripidae) », Senckenbergiana Biologica, 1er juin 1966, vol. 47, n. 3, p. 161-175.